# Villognon
Villognon és un municipi francès situat al departament del Charente i a la regió de la Nova Aquitània. L'any 2007 tenia 392 habitants.

## Demografia

### Població
El 2007 la població de fet de Villognon era de 392 persones. Hi havia 160 famílies de les quals 44 eren unipersonals (8 homes vivint sols i 36 dones vivint soles), 40 parelles sense fills, 60 parelles amb fills i 16 famílies monoparentals amb fills.
La població ha evolucionat segons el següent gràfic:
Habitants censats

### Habitatges
El 2007 hi havia 192 habitatges, 162 eren l'habitatge principal de la família, 14 eren segones residències i 15 estaven desocupats. 189 eren cases i 2 eren apartaments. Dels 162 habitatges principals, 128 estaven ocupats pels seus propietaris, 33 estaven llogats i ocupats pels llogaters i 1 estava cedit a títol gratuït; 11 tenien dues cambres, 27 en tenien tres, 63 en tenien quatre i 62 en tenien cinc o més. 134 habitatges disposaven pel capbaix d'una plaça de pàrquing. A 76 habitatges hi havia un automòbil i a 69 n'hi havia dos o més.

### Piràmide de població
La piràmide de població per edats i sexe el 2009 era:
| Homes | Edats   | Dones |
| ----- | ------- | ----- |
| 0     | 95 o +  | 0     |
| 0     | 90 a 94 | 4     |
| 0     | 85 a 89 | 12    |
| 4     | 80 a 84 | 8     |
| 8     | 75 a 79 | 4     |
| 12    | 70 a 74 | 8     |
| 12    | 65 a 69 | 20    |
| 16    | 60 a 64 | 16    |
| 8     | 55 a 59 | 20    |
| 4     | 50 a 54 | 0     |
| 8     | 45 a 49 | 8     |
| 12    | 40 a 44 | 12    |
| 20    | 35 a 39 | 16    |
| 8     | 30 a 34 | 12    |
| 12    | 25 a 29 | 8     |
| 8     | 20 a 24 | 16    |
| 24    | 15 a 19 | 4     |
| 12    | 10 a 14 | 16    |
| 16    | 5 a 9   | 8     |
| 8     | 0 a 4   | 4     |

## Economia
El 2007 la població en edat de treballar era de 226 persones, 150 eren actives i 76 eren inactives. De les 150 persones actives 117 estaven ocupades (76 homes i 41 dones) i 33 estaven aturades (15 homes i 18 dones). De les 76 persones inactives 26 estaven jubilades, 22 estaven estudiant i 28 estaven classificades com a «altres inactius».

### Ingressos
El 2009 a Villognon hi havia 162 unitats fiscals que integraven 372,5 persones, la mediana anual d'ingressos fiscals per persona era de 15.001 €.

### Activitats econòmiques
Dels 8 establiments que hi havia el 2007, 1 era d'una empresa de construcció, 3 d'empreses de comerç i reparació d'automòbils, 1 d'una empresa d'informació i comunicació, 1 d'una empresa financera, 1 d'una empresa immobiliària i 1 d'una empresa de serveis.
L'únic servei als particulars que hi havia el 2009 era una fusteria.
L'únic establiment comercial que hi havia el 2009 era una botiga de menys de 120 m².
L'any 2000 a Villognon hi havia 8 explotacions agrícoles que ocupaven un total de 516 hectàrees.

## Equipaments sanitaris i escolars
El 2009 hi havia una escola elemental integrada dins d'un grup escolar amb les comunes properes formant una escola dispersa.

## Poblacions més properes
El següent diagrama mostra les poblacions més properes.